# Campeonato Ecuatoriano de Fútbol Serie B 1981
El Campeonato Ecuatoriano de Fútbol Serie B 1981, conocido oficialmente como «Campeonato Nacional de Fútbol Serie B 1981», fue la 17.ª y 18.ª edición del Campeonato nacional de fútbol profesional de la Serie B en Ecuador si se cuentan como torneos cortos y 10.ª en años. El torneo fue organizado por la Federación Ecuatoriana de Fútbol. En este torneo participó por primera y única vez el Emelec, así mismo se jugó por única vez, un mini torneo de permanencia en la cual participaría el campeón de la Segunda Categoría y de los equipos de peor campaña de dicho año.
El Emelec obtuvo su primer título en su historia al lograr ganar la Primera etapa, mientras que el Técnico Universitario, logró su segundo título en el de la Segunda etapa.

## Sistema de juego
El Campeonato Ecuatoriano de la Serie B 1981 se jugó de la siguiente manera.
Primera etapa
La primera etapa se jugó un total de 18 fechas en encuentros de ida y vuelta; los dos equipos que se ubiquen en 1.º y en 2.º lugar serían reconocidos como campeón y subcampeón nacional y ascenderían a la 2.ª etapa del Campeonato Ecuatoriano de Fútbol 1981.
Segunda etapa
La Segunda etapa se jugó con 18 fechas en encuentros de ida y vuelta al finalizar dicho torneo los dos equipos con mejor puntaje serían reconocidos como campeón y subcampeón y les daría el ascenso al Campeonato Ecuatoriano de Fútbol 1982 y jugaría con 10 equipos en un total de 18 fechas en este torneo el campeón y subcampeón de esta etapa se lo definiría en el Cuadrangular final de Ascenso, y dichos equipos que terminasen en los dos primeros lugares lograrían el ascenso para el Campeonato Ecuatoriano de Fútbol 1982, mientras que para el descenso al torneo de la Segunda Categoría de 1982 se los definiría por medio de la tabla acumulada entre los dos etapas.
Tercera etapa (Promoción de ascenso y permanencia)
En dicha etapa participaría el campeón de la Segunda Categoría y los 4 equipos de peor puntaje en las dos etapas, los dos equipos que terminen en los dos primeros lugares se mantendrían o en el caso del cuadro de la Segunda Categoría podría ascender, mientras el resto de equipos que se ubiquen entre el 3er. lugar y último lugar tendrían que descender.

## Primera etapa

### Relevo semestral de clubes
| Pos. | de la Segunda etapa de la Serie A |
| ---- | --------------------------------- |
| 9º   | Emelec                            |
| 10º  | Liga de Cuenca                    |

| Pos. | de la Segunda etapa de la Serie B |
| ---- | --------------------------------- |
| 1º   | Liga de Portoviejo                |
| 2º   | Deportivo Cuenca                  |

| Pos.  | de la Serie B     |
| ----- | ----------------- |
| Prom. | L. D. Estudiantil |

| Pos. | de la Segunda Categoría |
| ---- | ----------------------- |
| 1º   | Deportivo del Valle     |

### Equipos participantes
| Equipo              | Ciudad                                                                             | Provincia  |
| ------------------- | ---------------------------------------------------------------------------------- | ---------- |
| Aucas               | Quito                                                                              | Pichincha  |
| Audaz Octubrino     | Machala                                                                            | El Oro     |
| Bonita Banana       | Machala                                                                            | El Oro     |
| Deportivo del Valle | Portoviejo                                                                         | Manabí     |
| Deportivo Quevedo   | Quevedo                                                                            | Los Ríos   |
| Emelec              | Guayaquil                                                                          | Guayas     |
| Liga de Cuenca      | Cuenca                                                                             | Azuay      |
| Macará              | Ambato                                                                             | Tungurahua |
| Manta Sport         | [[Archivo:\|class=notpageimage noviewer\|20x20px\|border\|Bandera de Manta]] Manta | Manabí     |
| 9 de Octubre        | Guayaquil / Milagro                                                                | Guayas     |

### Equipos por ubicación geográfica
| Provincia  | N.º | Equipos                             |
| ---------- | --- | ----------------------------------- |
| Guayas     | 2   | - Emelec - 9 de Octubre             |
| Manabí     | 2   | - Deportivo del Valle - Manta Sport |
| El Oro     | 2   | - Audaz Octubrino - Bonita Banana   |
| Azuay      | 1   | - Liga de Cuenca                    |
| Los Ríos   | 1   | - Deportivo Quevedo                 |
| Pichincha  | 1   | - Aucas                             |
| Tungurahua | 1   | - Macará                            |

| Manta Sport Deportivo del Valle Audaz Octubrino Bonita Banana Emelec 9 de Octubre Deportivo Quevedo Aucas Liga de Cuenca Macará |

### Partidos y resultados
| Fecha 1             | Fecha 1   | Fecha 1           |
| Equipo Local        | Resultado | Equipo Visitante  |
| ------------------- | --------- | ----------------- |
| Emelec              | 3 - 1     | Macará            |
| Audaz Octubrino     | 2 - 1     | Manta Sport       |
| Deportivo del Valle | 1 - 1     | 9 de Octubre      |
| Liga de Cuenca      | 1 - 0     | Deportivo Quevedo |
| Aucas               | 1 - 1     | Bonita Banana     |

| Fecha 2           | Fecha 2   | Fecha 2             |
| Equipo Local      | Resultado | Equipo Visitante    |
| ----------------- | --------- | ------------------- |
| Manta Sport       | 2 - 0     | Liga de Cuenca      |
| Deportivo Quevedo | 3 - 2     | Deportivo del Valle |
| Bonita Banana     | 0 - 3     | Emelec              |
| 9 de Octubre      | 5 - 0     | Audaz Octubrino     |
| Macará            | 1 - 1     | Aucas               |

| Fecha 3             | Fecha 3   | Fecha 3           |
| Equipo Local        | Resultado | Equipo Visitante  |
| ------------------- | --------- | ----------------- |
| Emelec              | 2 - 0     | Manta Sport       |
| Audaz Octubrino     | 0 - 0     | Bonita Banana     |
| Deportivo del Valle | 4 - 2     | Macará            |
| Liga de Cuenca      | 1 - 1     | 9 de Octubre      |
| Aucas               | 2 - 0     | Deportivo Quevedo |

| Fecha 4           | Fecha 4   | Fecha 4             |
| Equipo Local      | Resultado | Equipo Visitante    |
| ----------------- | --------- | ------------------- |
| Manta Sport       | 1 - 0     | Aucas               |
| 9 de Octubre      | 4 - 1     | Bonita Banana       |
| Deportivo Quevedo | 1 - 0     | Emelec              |
| Audaz Octubrino   | 5 - 0     | Deportivo del Valle |
| Liga de Cuenca    | 1 - 3     | Macará              |

| Fecha 5             | Fecha 5   | Fecha 5           |
| Equipo Local        | Resultado | Equipo Visitante  |
| ------------------- | --------- | ----------------- |
| 9 de Octubre        | 2 - 1     | Macará            |
| Bonita Banana       | 2 - 1     | Deportivo Quevedo |
| Deportivo del Valle | 3 - 2     | Manta Sport       |
| Liga de Cuenca      | 0 - 0     | Emelec            |
| Aucas               | 2 - 1     | Audaz Octubrino   |

| Fecha 6             | Fecha 6   | Fecha 6          |
| Equipo Local        | Resultado | Equipo Visitante |
| ------------------- | --------- | ---------------- |
| Emelec              | 3 - 3     | 9 de Octubre     |
| Deportivo Quevedo   | 0 - 1     | Manta Sport      |
| Audaz Octubrino     | 1 - 0     | Liga de Cuenca   |
| Deportivo del Valle | 2 - 2     | Aucas            |
| Macará              | 3 - 1     | Bonita Banana    |

| Fecha 7         | Fecha 7   | Fecha 7             |
| Equipo Local    | Resultado | Equipo Visitante    |
| --------------- | --------- | ------------------- |
| Emelec          | 3 - 2     | Deportivo del Valle |
| Manta Sport     | 1 - 0     | Macará              |
| Audaz Octubrino | 2 - 1     | Deportivo Quevedo   |
| Liga de Cuenca  | 2 - 0     | Bonita Banana       |
| Aucas           | 2 - 0     | 9 de Octubre        |

| Fecha 8             | Fecha 8   | Fecha 8           |
| Equipo Local        | Resultado | Equipo Visitante  |
| ------------------- | --------- | ----------------- |
| 9 de Octubre        | 2 - 1     | Deportivo Quevedo |
| Bonita Banana       | 0 - 0     | Manta Sport       |
| Deportivo del Valle | 1 - 1     | Liga de Cuenca    |
| Macará              | 4 - 2     | Audaz Octubrino   |
| Aucas               | 1 - 0     | Emelec            |

| Fecha 9          | Fecha 9   | Fecha 9            |
| Equipo Local     | Resultado | Equipo Visitante   |
| ---------------- | --------- | ------------------ |
| Emelec           | 1 - 1     | Audaz Octubrino    |
| Manta Sport      | 1 - 3     | 9 de Octubre       |
| Deportes Quevedo | 1 - 1     | Macará             |
| Bonita Banana    | 4 - 2     | Deportes del Valle |
| Aucas            | 3 - 1     | Liga de Cuenca     |

| Fecha 10         | Fecha 10  | Fecha 10            |
| Equipo Local     | Resultado | Equipo Visitante    |
| ---------------- | --------- | ------------------- |
| Manta Sport      | 3 - 1     | Audaz Octubrino     |
| Bonita Banana    | 0 - 0     | Aucas               |
| Deportivo Qevedo | 2 - 0     | Liga de Cuenca      |
| 9 de Octubre     | 2 - 1     | Deportivo del Valle |
| Macará           | 0 - 0     | Emelec              |

| Fecha 11            | Fecha 11  | Fecha 11          |
| Equipo Local        | Resultado | Equipo Visitante  |
| ------------------- | --------- | ----------------- |
| Emelec              | 2 - 2     | Bonita Banana     |
| Audaz Octubrino     | 2 - 1     | 9 de Octubre      |
| Deportivo del Valle | 2 - 1     | Deportivo Quevedo |
| Liga de Cuenca      | 4 - 3     | Manta Sport       |
| Aucas               | 3 - 1     | Macará            |

| Fecha 12      | Fecha 12  | Fecha 12            |
| Equipo Local  | Resultado | Equipo Visitante    |
| ------------- | --------- | ------------------- |
| Manta Sport   | 0 - 1     | Emelec              |
| 9 de Octubre  | 1 - 1     | Liga de Cuenca      |
| Bonita Banana | 1 - 1     | Audaz Octubrino     |
| Macará        | 6 - 2     | Deportivo del Valle |
| Aucas         | 1 - 0     | Deportivo Quevedo   |

| Fecha 13            | Fecha 13  | Fecha 13          |
| Equipo Local        | Resultado | Equipo Visitante  |
| ------------------- | --------- | ----------------- |
| Emelec              | 2 - 1     | Deportivo Quevedo |
| Bonita Banana       | 0 - 0     | 9 de Octubre      |
| Deportivo del Valle | 1 - 2     | Audaz Octubrino   |
| Liga de Cuenca      | 2 - 0     | Macará            |
| Aucas               | 3 - 0     | Manta Sport       |

| Fecha 14          | Fecha 14  | Fecha 14            |
| Equipo Local      | Resultado | Equipo Visitante    |
| ----------------- | --------- | ------------------- |
| Emelec            | 2 - 1     | Liga de Cuenca      |
| Manta Sport       | 3 - 1     | Deportivo del Valle |
| Audaz Octubrino   | 3 - 2     | Aucas               |
| Deportivo Quevedo | 2 - 1     | Bonita Banana       |
| Macará            | 2 - 1     | 9 de Octubre        |

| Fecha 15       | Fecha 15  | Fecha 15            |
| Equipo Local   | Resultado | Equipo Visitante    |
| -------------- | --------- | ------------------- |
| Manta Sport    | 2 - 2     | Deportivo Quevedo   |
| 9 de Octubre   | 1 - 1     | Emelec              |
| Bonita Banana  | 2 - 0     | Macará              |
| Liga de Cuenca | 1 - 0     | Audaz Octubrino     |
| Aucas          | 2 - 0     | Deportivo del Valle |

| Fecha 16            | Fecha 16  | Fecha 16         |
| Equipo Local        | Resultado | Equipo Visitante |
| ------------------- | --------- | ---------------- |
| 9 de Octubre        | 2 - 0     | Aucas            |
| Bonita Banana       | 1 - 1     | Liga de Cuenca   |
| Deportivo Quevedo   | 2 - 1     | Audaz Octubrino  |
| Deportivo del Valle | 1 - 1     | Emelec           |
| Macará              | 6 - 0     | Manta Sport      |

| Fecha 17          | Fecha 17  | Fecha 17            |
| Equipo Local      | Resultado | Equipo Visitante    |
| ----------------- | --------- | ------------------- |
| Emelec (C)        | 3 - 1     | Aucas               |
| Manta Sport       | 1 - 0     | Bonita Banana       |
| Deportivo Quevedo | 0 - 3     | 9 de Octubre (SC)   |
| Audaz Octubrino   | 1 - 0     | Macará              |
| Liga de Cuenca    | 3 - 0     | Deportivo del Valle |

| Fecha 18            | Fecha 18  | Fecha 18          |
| Equipo Local        | Resultado | Equipo Visitante  |
| ------------------- | --------- | ----------------- |
| 9 de Octubre        | 1 - 1     | Manta Sport       |
| Audaz Octubrino     | 1 - 1     | Emelec            |
| Deportivo del Valle | 3 - 1     | Bonita Banana     |
| Liga de Cuenca      | 1 - 0     | Aucas             |
| Macará              | 2 - 0     | Deportivo Quevedo |

### Tabla de posiciones
|  |  |     | Equipo              | PJ | PG | PE | PP | GF | GC | DG  | PTS |
|  |  | --- | ------------------- | -- | -- | -- | -- | -- | -- | --- | --- |
|  |  | 1.  | Emelec              | 18 | 8  | 8  | 2  | 28 | 17 | +11 | 24  |
|  |  | 2.  | 9 de Octubre        | 18 | 8  | 7  | 3  | 33 | 17 | +16 | 23  |
|  |  | 3.  | Aucas               | 18 | 9  | 4  | 5  | 26 | 17 | +9  | 22  |
|  |  | 4.  | Audaz Octubrino     | 18 | 8  | 4  | 6  | 26 | 26 | 0   | 20  |
|  |  | 5.  | Liga de Cuenca      | 18 | 7  | 5  | 6  | 21 | 20 | +1  | 19  |
|  |  | 6.  | Macará              | 18 | 7  | 3  | 8  | 31 | 26 | +5  | 17  |
|  |  | 7.  | Manta Sport         | 18 | 7  | 3  | 8  | 20 | 28 | -8  | 17  |
|  |  | 8.  | Bonita Banana       | 18 | 3  | 8  | 7  | 17 | 30 | -13 | 14  |
|  |  | 9.  | Deportivo Quevedo   | 18 | 5  | 2  | 11 | 19 | 26 | -7  | 12  |
|  |  | 10. | Deportivo del Valle | 18 | 4  | 4  | 10 | 28 | 44 | -16 | 12  |

PJ = Partidos jugados; PG = Partidos ganados; PE = Partidos empatados; PP = Partidos perdidos; GF = Goles a favor; GC = Goles en contra; DG = Diferencia de gol; PTS = Puntos
|  | Campeón, ascendió a la Segunda etapa de la Serie A 1981.    |
|  | Subcampeón, ascendió a la Segunda etapa de la Serie A 1981. |

### Campeón
|                                                                              |
| Club Sport Emelec 1.er título Ascendió a la Segunda etapa de la Serie A 1981 |
| También ascendió 9 de Octubre Fútbol Club como subcampeón.                   |

## Segunda etapa

### Relevo semestral de clubes
| Pos. | de la Primera etapa de la Serie A |
| ---- | --------------------------------- |
| 9º   | Técnico Universitario             |
| 10º  | Liga de Portoviejo                |

| Pos. | de la Primera etapa de la Serie B |
| ---- | --------------------------------- |
| 1º   | Emelec                            |
| 2º   | 9 de Octubre                      |

### Equipos participantes
| Equipo                | Ciudad                                                                             | Provincia  |
| --------------------- | ---------------------------------------------------------------------------------- | ---------- |
| Aucas                 | Quito                                                                              | Pichincha  |
| Audaz Octubrino       | Machala                                                                            | El Oro     |
| Bonita Banana         | Machala                                                                            | El Oro     |
| Deportivo del Valle   | Portoviejo                                                                         | Manabí     |
| Deportivo Quevedo     | Quevedo                                                                            | Los Ríos   |
| Liga de Cuenca        | Cuenca                                                                             | Azuay      |
| Liga de Portoviejo    | Portoviejo                                                                         | Manabí     |
| Macará                | Ambato                                                                             | Tungurahua |
| Manta Sport           | [[Archivo:\|class=notpageimage noviewer\|20x20px\|border\|Bandera de Manta]] Manta | Manabí     |
| Técnico Universitario | Ambato                                                                             | Tungurahua |

### Equipos por ubicación geográfica
| Provincia  | N.º | Equipos                                                  |
| ---------- | --- | -------------------------------------------------------- |
| Manabí     | 3   | - Deportivo del Valle - Liga de Portoviejo - Manta Sport |
| El Oro     | 2   | - Audaz Octubrino - Bonita Banana                        |
| Tungurahua | 2   | - Macará - Técnico Universitario                         |
| Azuay      | 1   | - Liga de Cuenca                                         |
| Los Ríos   | 1   | - Deportivo Quevedo                                      |
| Pichincha  | 1   | - Aucas                                                  |

| Manta Sport Deportivo del Valle Liga de Portoviejo Audaz Octubrino Bonita Banana Deportivo Quevedo Aucas Liga de Cuenca Macará Técnico Universitario |

### Partidos y resultados
| Fecha 1               | Fecha 1   | Fecha 1             |
| Equipo Local          | Resultado | Equipo Visitante    |
| --------------------- | --------- | ------------------- |
| Manta Sport           | 1 - 0     | Deportivo del Valle |
| Bonita Banana         | 3 - 0     | Macará              |
| Liga de Portoviejo    | 3 - 0     | Deportivo Quevedo   |
| Técnico Universitario | 4 - 0     | Audaz Octubrino     |
| Aucas                 | 2 - 2     | Liga de Cuenca      |

| Fecha 2             | Fecha 2   | Fecha 2               |
| Equipo Local        | Resultado | Equipo Visitante      |
| ------------------- | --------- | --------------------- |
| Deportivo Quevedo   | 2 - 0     | Manta Sport           |
| Audaz Octubrino     | 2 - 1     | Liga de Portoviejo    |
| Deportivo del Valle | 1 - 2     | Bonita Banana         |
| Macará              | 2 - 1     | Aucas                 |
| Liga de Cuenca      | 0 - 0     | Técnico Universitario |

| Fecha 3            | Fecha 3   | Fecha 3               |
| Equipo Local       | Resultado | Equipo Visitante      |
| ------------------ | --------- | --------------------- |
| Manta Sport        | 0 - 0     | Audaz Octubrino       |
| Bonita Banana      | 1 - 0     | Deportivo Quevedo     |
| Liga de Portoviejo | 1 - 0     | Técnico Universitario |
| Macará             | 2 - 0     | Liga de Cuenca        |
| Aucas              | 3 - 0     | Deportivo del Valle   |

| Fecha 4               | Fecha 4   | Fecha 4            |
| Equipo Local          | Resultado | Equipo Visitante   |
| --------------------- | --------- | ------------------ |
| Deportivo Quevedo     | 1 - 3     | Aucas              |
| Audaz Octubrino       | 0 - 1     | Bonita Banana      |
| Deportivo del Valle   | 2 - 0     | Macara             |
| Liga de Cuenca        | 2 - 1     | Liga de Portoviejo |
| Técnico Universitario | 4 - 1     | Manta Sport        |

| Fecha 5             | Fecha 5   | Fecha 5               |
| Equipo Local        | Resultado | Equipo Visitante      |
| ------------------- | --------- | --------------------- |
| Manta Sport         | 1 - 2     | Liga de Portoviejo    |
| Bonita Banana       | 2 - 2     | Técnico Universitario |
| Deportivo del Valle | 0 - 0     | Liga de Cuenca        |
| Macará              | 6 - 2     | Deportivo Quevedo     |
| Aucas               | 2 - 0     | Audaz Octubrino       |

| Fecha 6               | Fecha 6   | Fecha 6             |
| Equipo Local          | Resultado | Equipo Visitante    |
| --------------------- | --------- | ------------------- |
| Audaz Octubrino       | 3 - 1     | Macará              |
| Deportivo Quevedo     | 2 - 1     | Deportivo del Valle |
| Liga de Portoviejo    | 3 - 1     | Bonita Banana       |
| Liga de Cuenca        | 6 - 0     | Manta Sport         |
| Técnico Universitario | 2 - 1     | Aucas               |

| Fecha 7             | Fecha 7   | Fecha 7               |
| Equipo Local        | Resultado | Equipo Visitante      |
| ------------------- | --------- | --------------------- |
| Deportivo Quevedo   | 0 - 0     | Liga de Cuenca        |
| Bonita Banana       | 2 - 0     | Manta Sport           |
| Deportivo del Valle | 3 - 2     | Audaz Octubrino       |
| Macará              | 2 - 2     | Técnico Universitario |
| Aucas               | 3 - 0     | Liga de Portoviejo    |

| Fecha 8               | Fecha 8   | Fecha 8             |
| Equipo Local          | Resultado | Equipo Visitante    |
| --------------------- | --------- | ------------------- |
| Manta Sport           | 3 - 1     | Aucas               |
| Audaz Octubrino       | 7 - 0     | Deportivo Quevedo   |
| Liga de Portoviejo    | 3 - 0     | Macará              |
| Liga de Cuenca        | 5 - 0     | Bonita Banana       |
| Técnico Universitario | 1 - 0     | Deportivo del Valle |

| Fecha 9             | Fecha 9   | Fecha 9               |
| Equipo Local        | Resultado | Equipo Visitante      |
| ------------------- | --------- | --------------------- |
| Deportivo Quevedo   | 1 - 1     | Técnico Universitario |
| Audaz Octubrino     | 2 - 0     | Liga de Cuenca        |
| Deportivo del Valle | 1 - 3     | Liga de Portoviejo    |
| Manta Sport         | 1 - 1     | Macará                |
| Aucas               | 1 - 1     | Bonita Banana         |

| Fecha 10            | Fecha 10  | Fecha 10              |
| Equipo Local        | Resultado | Equipo Visitante      |
| ------------------- | --------- | --------------------- |
| Deportivo Quevedo   | 1 - 1     | Liga de Portoviejo    |
| Audaz Octubrino     | 1 - 1     | Técnico Universitario |
| Deportivo del Valle | 1 - 3     | Manta Sport           |
| Liga de Cuenca      | 1 - 1     | Aucas                 |
| Macará              | 2 - 1     | Bonita Banana         |

| Fecha 11              | Fecha 11  | Fecha 11            |
| Equipo Local          | Resultado | Equipo Visitante    |
| --------------------- | --------- | ------------------- |
| Manta Sport           | 4 - 0     | Deportivo Quevedo   |
| Bonita Banana         | 4 - 0     | Deportivo del Valle |
| Liga de Portoviejo    | 3 - 0     | Audaz Octubrino     |
| Técnico Universitario | 1 - 1     | Liga de Cuenca      |
| Aucas                 | 2 - 0     | Macará              |

| Fecha 12              | Fecha 12  | Fecha 12           |
| Equipo Local          | Resultado | Equipo Visitante   |
| --------------------- | --------- | ------------------ |
| Deportivo Quevedo     | 1 - 1     | Bonita Banana      |
| Audaz Octubrino       | 5 - 1     | Manta Sport        |
| Deportivo del Valle   | 1 - 2     | Aucas              |
| Liga de Cuenca        | 0 - 2     | Macará             |
| Técnico Universitario | 5 - 2     | Liga de Portoviejo |

| Fecha 13           | Fecha 13  | Fecha 13              |
| Equipo Local       | Resultado | Equipo Visitante      |
| ------------------ | --------- | --------------------- |
| Manta Sport        | 1 - 1     | Técnico Universitario |
| Bonita Banana      | 1 - 2     | Audaz Octubrino       |
| Liga de Portoviejo | 4 - 0     | Liga de Cuenca        |
| Macará             | 4 - 0     | Deportivo del Valle   |
| Aucas              | 3 - 0     | Deportivo Quevedo     |

| Fecha 14              | Fecha 14  | Fecha 14            |
| Equipo Local          | Resultado | Equipo Visitante    |
| --------------------- | --------- | ------------------- |
| Deportivo Quevedo     | 2 - 0     | Macará              |
| Audaz Octubrino       | 2 - 0     | Aucas               |
| Liga de Portoviejo    | 3 - 2     | Manta Sport         |
| Liga de Cuenca        | 4 - 1     | Deportivo del Valle |
| Técnico Universitario | 4 - 0     | Bonita Banana       |

| Fecha 15            | Fecha 15  | Fecha 15              |
| Equipo Local        | Resultado | Equipo Visitante      |
| ------------------- | --------- | --------------------- |
| Manta Sport         | 4 - 2     | Liga de Cuenca        |
| Bonita Banana       | 1 - 1     | Liga de Portoviejo    |
| Deportivo del Valle | 3 - 1     | Deportivo Quevedo     |
| Macará              | 0 - 0     | Audaz Octubrino       |
| Aucas               | 1 - 1     | Técnico Universitario |

| Fecha 16              | Fecha 16  | Fecha 16            |
| Equipo Local          | Resultado | Equipo Visitante    |
| --------------------- | --------- | ------------------- |
| Manta Sport           | 3 - 1     | Bonita Banana       |
| Audaz Octubrino       | 5 - 1     | Deportivo del Valle |
| Liga de Portoviejo    | 2 - 1     | Aucas               |
| Liga de Cuenca        | 4 - 1     | Deportivo Quevedo   |
| Técnico Universitario | 4 - 2     | Macará              |

| Fecha 17            | Fecha 17  | Fecha 17              |
| Equipo Local        | Resultado | Equipo Visitante      |
| ------------------- | --------- | --------------------- |
| Deportivo Quevedo   | 1 - 0     | Audaz Octubrino       |
| Bonita Banana       | 2 - 1     | Liga de Cuenca        |
| Deportivo del Valle | 1 - 3     | Técnico Universitario |
| Macará              | 1 - 1     | Liga de Portoviejo    |
| Aucas               | 1 - 1     | Manta Sport           |

| Fecha 18                  | Fecha 18  | Fecha 18            |
| Equipo Local              | Resultado | Equipo Visitante    |
| ------------------------- | --------- | ------------------- |
| Manta Sport               | 3 - 2     | Macará              |
| Bonita Banana             | 1 - 0     | Aucas               |
| Liga de Portoviejo (SC)   | 4 - 2     | Deportivo del Valle |
| Liga de Cuenca            | 1 - 0     | Audaz Octubrino     |
| Técnico Universitario (C) | 4 - 2     | Deportivo Quevedo   |

### Tabla de posiciones
|  |  |     | Equipo                | PJ | PG | PE | PP | GF | GC | DG  | PTS |
|  |  | --- | --------------------- | -- | -- | -- | -- | -- | -- | --- | --- |
|  |  | 1.  | Técnico Universitario | 18 | 9  | 8  | 1  | 40 | 19 | +21 | 26  |
|  |  | 2.  | Liga de Portoviejo    | 18 | 11 | 3  | 4  | 38 | 23 | +15 | 25  |
|  |  | 3.  | Bonita Banana         | 18 | 8  | 4  | 6  | 25 | 30 | -5  | 20  |
|  |  | 4.  | Audaz Octubrino       | 18 | 8  | 3  | 7  | 31 | 21 | +10 | 19  |
|  |  | 5.  | Aucas                 | 18 | 7  | 5  | 6  | 28 | 20 | +8  | 19  |
|  |  | 6.  | Liga de Cuenca        | 18 | 6  | 6  | 6  | 29 | 18 | +11 | 18  |
|  |  | 7.  | Manta Sport           | 18 | 7  | 4  | 7  | 29 | 34 | -5  | 18  |
|  |  | 8.  | Macará                | 18 | 6  | 4  | 8  | 27 | 28 | -1  | 16  |
|  |  | 9.  | Deportivo Quevedo     | 18 | 4  | 4  | 10 | 17 | 42 | -25 | 12  |
|  |  | 10. | Deportivo del Valle   | 18 | 3  | 1  | 14 | 18 | 40 | -22 | 7   |

PJ = Partidos jugados; PG = Partidos ganados; PE = Partidos empatados; PP = Partidos perdidos; GF = Goles a favor; GC = Goles en contra; DG = Diferencia de gol; PTS = Puntos
|  | Campeón, ascendió a la Serie A 1982.    |
|  | Subcampeón, ascendió a la Serie A 1982. |

### Campeón
|                                                                              |
| Club Técnico Universitario 2.° título Ascendió a la Serie A 1982             |
| También ascendió Liga Deportiva Universitaria de Portoviejo como subcampeón. |

## Tabla acumulada
|  |  |     | Equipo                | PJ | PG | PE | PP | GF | GC | DG  | PTS |
|  |  | --- | --------------------- | -- | -- | -- | -- | -- | -- | --- | --- |
|  |  | 1.  | Aucas                 | 36 | 16 | 9  | 11 | 54 | 37 | +17 | 41  |
|  |  | 2.  | Audaz Octubrino       | 36 | 16 | 7  | 13 | 57 | 47 | +11 | 39  |
|  |  | 3.  | Liga de Cuenca        | 36 | 13 | 11 | 12 | 50 | 39 | +11 | 37  |
|  |  | 4.  | Manta Sport           | 36 | 14 | 7  | 15 | 49 | 62 | -13 | 35  |
|  |  | 5.  | Bonita Banana         | 36 | 11 | 12 | 13 | 42 | 60 | -18 | 34  |
|  |  | 6.  | Macará                | 36 | 13 | 7  | 16 | 58 | 54 | +4  | 33  |
|  |  | 7.  | Técnico Universitario | 18 | 9  | 8  | 1  | 40 | 19 | +21 | 26  |
|  |  | 8.  | Liga de Portoviejo    | 18 | 11 | 3  | 4  | 38 | 23 | +15 | 25  |
|  |  | 9.  | Emelec                | 18 | 8  | 8  | 2  | 28 | 17 | +11 | 24  |
|  |  | 10. | Deportivo Quevedo     | 36 | 9  | 6  | 21 | 36 | 68 | -32 | 24  |
|  |  | 11. | 9 de Octubre          | 18 | 8  | 7  | 3  | 33 | 17 | +16 | 23  |
|  |  | 12. | Deportivo del Valle   | 36 | 7  | 5  | 24 | 46 | 84 | -38 | 36  |

PJ = Partidos jugados; PG = Partidos ganados; PE = Partidos empatados; PP = Partidos perdidos; GF = Goles a favor; GC = Goles en contra; DG = Diferencia de gol; PTS = Puntos
|  | Ascendieron a la Serie A como Campeones.                      |
|  | Ascendieron a la Serie A como Subcampeones.                   |
|  | Clasificaron al Torneo de Promoción de Ascenso y Permanencia. |

## Torneo de Promoción de Ascenso y Permanencia
Para dicho torneo participaría los 4 equipos de peor puntaje en la tabla acumulada y a esto se le sumaba L. D. Estudiantil que era el campeón del torneo de Segunda Categoría 1981, de los cuales los dos equipos mejor puntuados mantendrían la categoría o ascendería para la siguiente temporada, mientras que el resto de equipos descendía a la Segunda Categoría para la siguiente temporada.

### Partidos y resultados
| Fecha 1      | Fecha 1   | Fecha 1             |
| Equipo Local | Resultado | Equipo Visitante    |
| ------------ | --------- | ------------------- |
| LDE          | 2 - 0     | Deportivo del Valle |
| Macará       | 6 - 1     | Bonita Banana       |

| Fecha 2             | Fecha 2   | Fecha 2          |
| Equipo Local        | Resultado | Equipo Visitante |
| ------------------- | --------- | ---------------- |
| Deportivo Quevedo   | 2 - 1     | Bonita Banana    |
| Deportivo del Valle | 0 - 4     | Macará           |

| Fecha 3             | Fecha 3   | Fecha 3           |
| Equipo Local        | Resultado | Equipo Visitante  |
| ------------------- | --------- | ----------------- |
| LDE                 | 1 - 1     | Deportivo Quevedo |
| Deportivo del Valle | 1 - 0     | Bonita Banana     |

| Fecha 4             | Fecha 4   | Fecha 4           |
| Equipo Local        | Resultado | Equipo Visitante  |
| ------------------- | --------- | ----------------- |
| Deportivo del Valle | 3 - 0     | Deportivo Quevedo |
| Macará              | 3 - 2     | LDE               |

| Fecha 5           | Fecha 5   | Fecha 5          |
| Equipo Local      | Resultado | Equipo Visitante |
| ----------------- | --------- | ---------------- |
| Bonita Banana     | 5 - 1     | LDE              |
| Deportivo Quevedo | 2 - 1     | Macará           |

| Fecha 6      | Fecha 6   | Fecha 6           |
| Equipo Local | Resultado | Equipo Visitante  |
| ------------ | --------- | ----------------- |
| LDE          | 3 - 1     | Bonita Banana     |
| Macará       | 6 - 1     | Deportivo Quevedo |

| Fecha 7           | Fecha 7   | Fecha 7             |
| Equipo Local      | Resultado | Equipo Visitante    |
| ----------------- | --------- | ------------------- |
| LDE               | 3 - 1     | Bonita Banana       |
| Deportivo Quevedo | 4 - 2     | Deportivo del Valle |

| Fecha 8           | Fecha 8   | Fecha 8             |
| Equipo Local      | Resultado | Equipo Visitante    |
| ----------------- | --------- | ------------------- |
| Deportivo Quevedo | 4 - 2     | LDE                 |
| Bonita Banana     | 1 - 0     | Deportivo del Valle |

| Fecha 9       | Fecha 9   | Fecha 9             |
| Equipo Local  | Resultado | Equipo Visitante    |
| ------------- | --------- | ------------------- |
| Bonita Banana | 1 - 2     | Deportivo Quevedo   |
| Macará        | 5 - 0     | Deportivo del Valle |

| Fecha 10            | Fecha 10  | Fecha 10         |
| Equipo Local        | Resultado | Equipo Visitante |
| ------------------- | --------- | ---------------- |
| Bonita Banana       | 2 - 0     | Macará           |
| Deportivo del Valle | 1 - 1     | LDE              |

### Tabla de posiciones
|  |  |    | Equipo              | PJ | PG | PE | PP | GF | GC | DG  | PTS |
|  |  | -- | ------------------- | -- | -- | -- | -- | -- | -- | --- | --- |
|  |  | 1. | Deportivo Quevedo   | 8  | 5  | 1  | 2  | 16 | 17 | -1  | 11  |
|  |  | 2. | Macará              | 8  | 5  | 0  | 3  | 27 | 11 | +16 | 10  |
|  |  | 4. | L. D. Estudiantil   | 8  | 3  | 2  | 3  | 15 | 17 | -2  | 8   |
|  |  | 4. | Bonita Banana       | 8  | 3  | 0  | 5  | 12 | 15 | -3  | 6   |
|  |  | 5. | Deportivo del Valle | 8  | 2  | 1  | 5  | 7  | 17 | -10 | 5   |

PJ = Partidos jugados; PG = Partidos ganados; PE = Partidos empatados; PP = Partidos perdidos; GF = Goles a favor; GC = Goles en contra; DG = Diferencia de gol; PTS = Puntos
|  | Descendieron a la Segunda Categoría. |

### Clasificación final
|                                                     |                                                           |                                                                 |
| Bonita Banana Descendió a la Segunda Categoría 1982 | Deportivo del Valle Descendió a la Segunda Categoría 1982 | L. D. Estudiantil Permaneció en la Segunda Categoría del Guayas |

## Goleador
| Jugador       | Equipo         | Goles |
| ------------- | -------------- | ----- |
| Enrique Lanza | Liga de Cuenca | 26    |